# Martin Plíšek
Martin Plíšek (*Znojmo 11. listopadu 1974) je český právník a politik, od května 2022 vedoucí Kanceláře Poslanecké sněmovny, v letech 2014 až 2017 poslanec Poslanecké sněmovny PČR, v letech 2009 až 2014 náměstek ministra zdravotnictví ČR, v letech 2006 až 2014 zastupitel městské části Praha 4.

## Život
Vystudoval právo na Právnické fakultě Masarykovy univerzity (1993 až 1998) a získal tak titul Mgr.
Pracoval jako ředitel odboru legislativy na Ministerstvu informatiky ČR, později jako vrchní ředitel pro legislativu a právo na Ministerstvu zdravotnictví ČR.
Na konci ledna 2009 jej ministryně zdravotnictví Daniela Filipiová jmenovala svým náměstkem pro legislativu a právo. Na této pozici působil i za ministrů Dany Juráskové, Leoše Hegera a Martina Holcáta. Odešel až v souvislosti s nástupem ministra zdravotnictví Svatopluka Němečka.
Martin Plíšek je ženatý a má dvě dcery, mezi jeho zájmy patří historie, hudba a turistika.

## Politické působení
V letech 1993 až 2009 byl členem KDU-ČSL. Za tuto stranu kandidoval v komunálních volbách v roce 1998 do Zastupitelstva města Znojma, ale neuspěl. Kandidoval rovněž v Jihomoravském kraji ve volbách do Poslanecké sněmovny PČR v roce 1998, avšak také neuspěl.
Po přestěhování do Prahy kandidoval v hlavním městě za KDU-ČSL ve volbách do Poslanecké sněmovny PČR v roce 2002 a v roce 2006. Ani jednou se ale do Sněmovny nedostal.
Znovu se pokusil uspět na komunální úrovni, když kandidoval jako člen KDU-ČSL na kandidátce subjektu Unie Prahy 4 v obecních volbách v roce 2006 do Zastupitelstva Městské části Praha 4 a tentokrát uspěl. V únoru 2007 byl pak zvolen neuvolněným radním městské části. Tuto pozici zastával do listopadu 2010.
V roce 2009 pak vystoupil z KDU-ČSL a vstoupil do TOP 09, za ni obhájil v komunálních volbách v roce 2010 mandát zastupitele městské části. V zastupitelstvu působí jako člen Finančního výboru a Grantové komise. Zároveň je předsedou regionální organizace TOP 09 v Praze 4 a členem předsednictva pražského krajského výboru TOP 09.
Ve volbách do Poslanecké sněmovny PČR v roce 2013 kandidoval z 8. místa na kandidátce TOP 09 v Hlavním městě Praze, ale neuspěl. Strana totiž získala v Praze sedm mandátů a tak se stal prvním náhradníkem. Po zvolení Stanislava Polčáka poslancem Evropského parlamentu jej dne 30. června 2014 nahradil ve Sněmovně. 27. září 2014 byl zvolen členem Ústavně právního výboru a Mandátového a imunitního výboru. V červenci 2017 byl zvolen předsedou vyšetřovací komise Poslanecké sněmovny k úniku policejních spisů v souvislosti s nahrávkami rozhovorů novináře Marka Přibila a předsedy hnutí ANO Andreje Babiše.
Ve volbách do Poslanecké sněmovny PČR v roce 2017 obhajoval svůj poslanecký mandát za TOP 09 v Praze, ale neuspěl a skončil jako druhý náhradník.
Organizačním výborem Poslanecké sněmovny byl ke dni 1. května 2022 zvolen Vedoucím Kanceláře Poslanecké sněmovny